# Баутіно
Бау́тіно (каз. Баутино) — село у складі Тупкараганського району Мангистауської області Казахстану. Адміністративний центр та єдиний населений пункт Баутінського сільського округу.
Населення — 3903 особи (2021; 4344 у 2009, 3737 у 1999, 4462 у 1989).
Село розташоване на березі Каспійського моря, в основі Тупкараганської коси, у глибині Тупкараганської затоки. Служить морськими воротами району, тут знаходиться морський порт міста Форт-Шевченко. Через нього відбувається транспортування нафти. У селищі також діє завод з опріснення морської води. До 2013 року мало статус селища.